# Institut de recherche sur l'Asie du Sud-Est contemporaine
L’Institut de recherche sur l’Asie du Sud-Est contemporaine (Irasec) a été créé en mai 2001, à l’initiative du ministère des Affaires étrangères et européennes (MAEE). Il est reconnu le 20 avril 2007 par le Centre national de la recherche scientifique (CNRS) comme Unité de service et de recherche (USR 3142). Basé à Bangkok, l’IRASEC est l'un des 27 Instituts s'inscrivant dans le réseau des instituts français de recherche à l’étranger (IFRE). L’objectif principal de cet Institut est de développer la recherche française en sciences humaines sur l’Asie du Sud-Est contemporaine et d’apporter un éclairage sur les grands enjeux et les perspectives dans les onze pays de cette région en plein développement. Pluridisciplinaires, les expertises de l’IRASEC articulent sciences sociales, sciences politiques et sciences économiques. L’IRASEC est un institut « hors les murs » qui s’appuie sur des antennes en Asie du Sud-Est. Il fait appel à des chercheurs confirmés ainsi qu’à de jeunes chercheurs français ou sud-est asiatique de tous horizons disciplinaires et géographiques.

## Les missions de l'Irasec
L’Irasec poursuit quatre missions principales :
- La recherche fondamentale, coordonnée par des chercheurs (CNRS, maîtres de conférences, professeurs d’universités, doctorants et post-doctorants) en partenariat avec des instituts et chercheurs locaux. L’objectif est d’appréhender les changements et dynamiques internes dans les pays du Sud-Est asiatique ainsi que les enjeux d’intégration régionale et la recomposition des équilibres entre les grands axes indien, chinois et occidental, à l’époque contemporaine.
- La transmission des connaissances, notamment par l’organisation de conférences[4] et de colloques[5] dans les pôles académiques de la région (universités, think tanks, séminaires d’instituts de recherche, Alliances françaises, etc.).
- L’analyse des enjeux sociaux et économiques contemporains et le décryptage de l’actualité[6]  : les chercheurs de l’Irasec sur le terrain participent à des manifestations scientifiques ou interviennent dans des médias d’information[7].
- La production scientifique développant des analyses de référence sur la région : des collections éditoriales allant de monographies nationales à études transnationales, atlas, collections en ligne. Des ouvrages sont également publiés en partenariat avec des éditeurs du milieu scientifique (Les Indes savantes, Éditions du CNRS…).

## Axes scientifiques et pays de recherche
L’Irasec mène des projets de recherche portant sur les évolutions politiques, sociales, religieuses, économiques, environnementales, ainsi que sur les dynamiques d’intégration régionale et le développement de l’Asean. Les expertises de l’Irasec se concentrent sur les onze pays de la région : Birmanie (Myanmar), Brunei, Cambodge, Indonésie, Laos, Malaisie, Philippines, Singapour, Thaïlande, Timor-Leste et Viêt Nam. 
L’Irasec s’appuie sur des antennes locales et un réseau international pour mener ces études. Afin de soutenir de jeunes chercheurs et de renouveler ses thématiques, il propose, chaque année, deux ou trois bourses de terrain pour des doctorants et post-doctorants, devant déboucher sur une publication. L’Irasec fait également appel à l’expertise des instituts et chercheurs locaux, bénéficiant ainsi d’une expertise élargie grâce à sa coopération avec les partenaires sud-est asiatiques.

## Publications
L’Irasec développe une série d’études portant sur les mutations contemporaines des sociétés d’Asie du Sud-Est. Il propose des publications en ligne et des ouvrages qui sont répertoriés dans le catalogue de l'Irasec.

### Publications en ligne
- « Carnets »[9]
- « Notes » thématiques
- Newsletter Sudestasia [10]

### Collections
- La collection « L’Asie du Sud-Est » [11] : bilan des événements de l’année écoulée pour mieux comprendre et analyser les enjeux majeurs et les perspectives à venir dans cette région.
- les « Monographies nationales » [12]
- les « Atlas » historico-politiques[13]
- Les études thématiques et transnationales[14]

### Sources
- Site officiel de l'Irasec
- Site officiel du réseau des Instituts français de recherche à l'étranger
- Alliance française Bangkok:

http://afthailande.org/et-aussi/irasec/
- Le petit journal Bangkok:

http://www.lepetitjournal.com/bangkok/lactu/13431-savoir--irasec--pour-mieux-comprendre-lasie-du-sud-est-.html
http://www.lepetitjournal.com/international/mag/53327-entretien-jeremy-jammes-de-lirasec.html
http://www.lepetitjournal.com/bangkok/communaute/actualite/63410-3-questions-arnaud-leveau-directeur-adjoint-de-lirasec-sur-le-depart